# Verkeersdoseerinstallatie

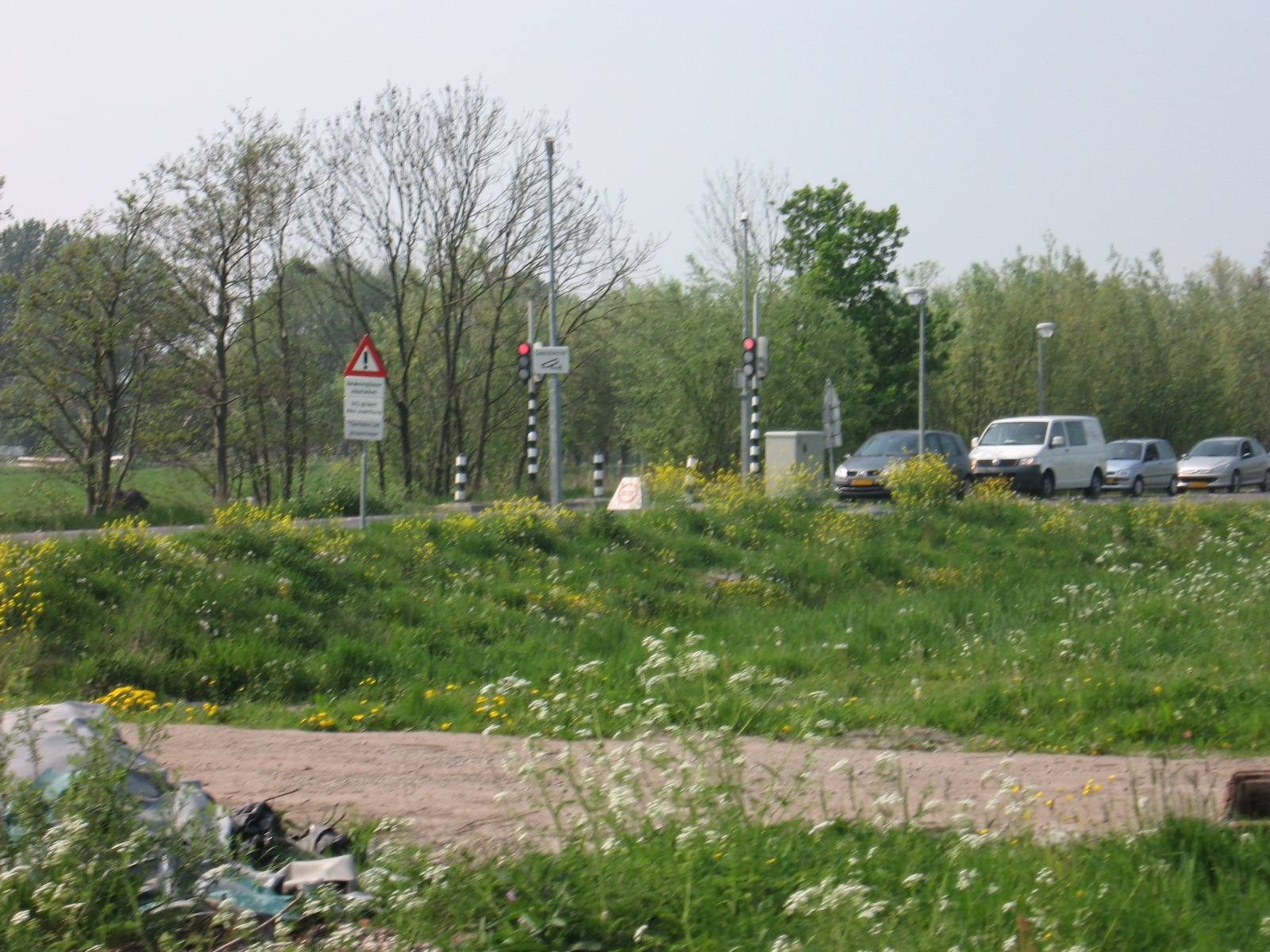
Doseerinstallatie op een polderweg tussen Delft en Schiedam. Elke ca. 20 seconden mag 1 auto passeren

Een doseerinstallatie is een speciaal verkeerslicht dat er voor dient om de verkeersstroom te reguleren. Deze installaties worden doorgaans ook uitgerust met een flitspaal en staan staan meestal vlak voor grote Nederlandse provinciale wegen of autosnelwegen: dit wordt aangeduid met toeritdosering.
Er zijn ook doseerinstallaties die zijn uitgerust met een poller, dit "bewegende obstakel" is een afgerond stalen blok dat na 1 auto tevoorschijn komt uit de grond. Deze worden meestal toegepast op sluiproutes.
De techniek wordt ook gebruikt voor de Gotthardtunnel om files in de tunnel te vermijden.